# Allée des Frères-Voisin
L'allée des Frères-Voisin est une voie du 15e arrondissement de Paris, en France.

## Situation et accès
L'allée des Frères-Voisin est une voie privée située dans le quartier de Javel, dans le 15e arrondissement de Paris, Elle débute au 38, rue du Colonel-Pierre-Avia et se termine au 13, boulevard des Frères-Voisin.

## Origine du nom

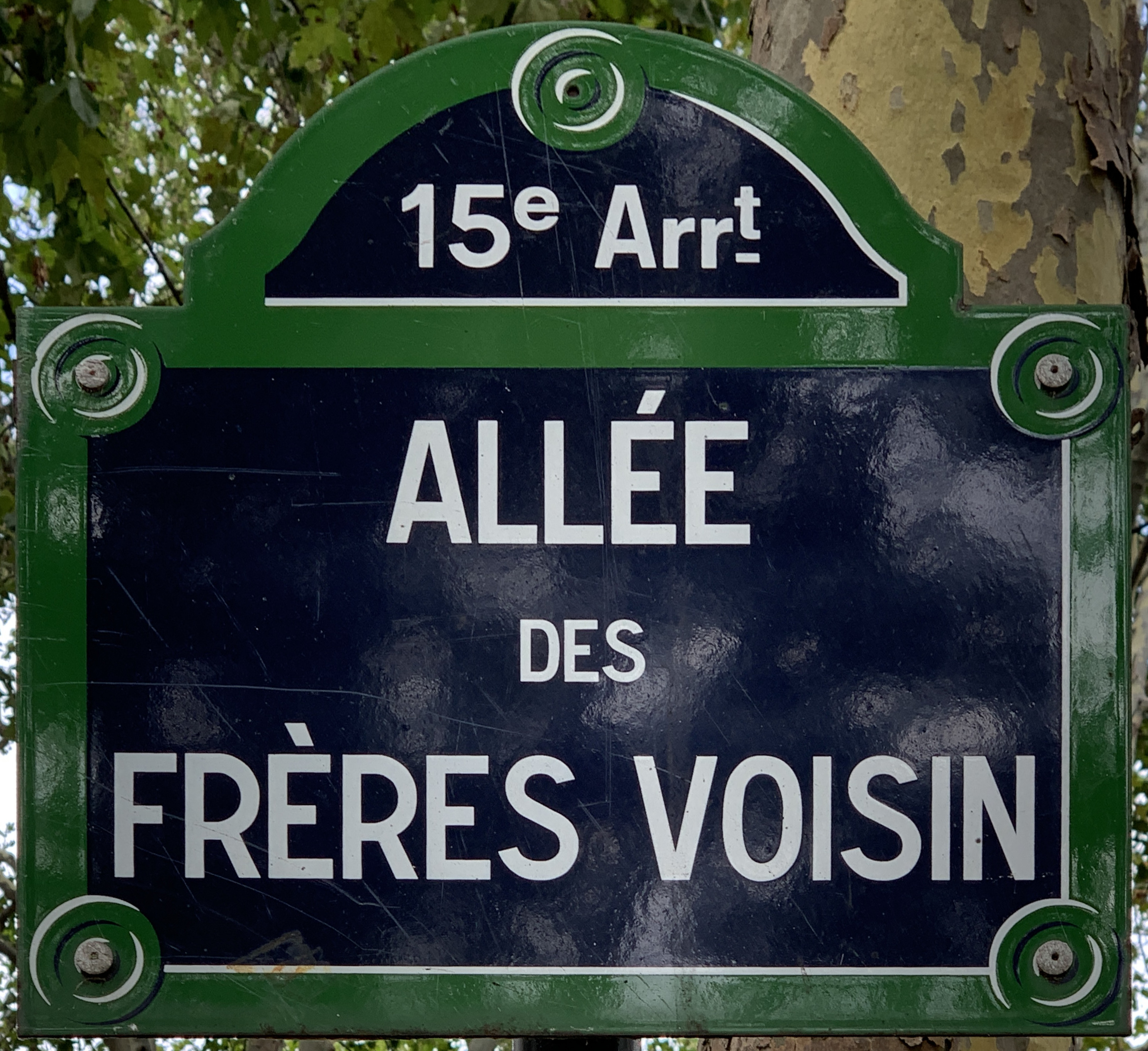
Plaque de l'allée.

Elle porte ce nom en raison du voisinage du boulevard des Frères Voisin qui honore les frères, Gabriel (1880-1973) et Charles Voisin (1882-1912), ingénieurs et industriels français, qui furent les premiers constructeurs d'avions en France à une échelle industrielle.

## Historique
Cette voie privée intérieure située dans l'ensemble immobilier Vaugirard-Gambetta a pris sa dénomination actuelle par décret municipal du 28 juillet 1981.